# Grand Prix Formule 1 van Frankrijk 1970
De Grand Prix Formule 1 van Frankrijk 1970 werd gehouden op 5 juli op het Circuit de Charade in Clermont-Ferrand. Het was de zesde race van het seizoen.

## Uitslag
| Pos. | Nr. | Coureur              | Constructeur       | Rondes | Tijd / Oorzaak uitval | Grid | Punten |
| ---- | --- | -------------------- | ------------------ | ------ | --------------------- | ---- | ------ |
| 1    | 6   | Jochen Rindt         | Lotus-Ford         | 38     | 1:55:57.0             | 6    | 9      |
| 2    | 14  | Chris Amon           | March-Ford         | 38     | 7.61                  | 3    | 6      |
| 3    | 23  | Jack Brabham         | Brabham-Ford       | 38     | 44.83                 | 5    | 4      |
| 4    | 19  | Denny Hulme          | McLaren-Ford       | 38     | 45.66                 | 7    | 3      |
| 5    | 20  | Henri Pescarolo      | Matra              | 38     | + 1:19.42             | 8    | 2      |
| 6    | 32  | Dan Gurney           | McLaren-Ford       | 38     | + 1:19.65             | 17   | 1      |
| 7    | 22  | Rolf Stommelen       | Brabham-Ford       | 38     | + 2:20.16             | 14   |        |
| 8    | 7   | John Miles           | Lotus-Ford         | 38     | + 2:47.17             | 18   |        |
| 9    | 1   | Jackie Stewart       | March-Ford         | 38     | + 3:09.61             | 4    |        |
| 10   | 8   | Graham Hill          | Lotus-Ford         | 37     | + 1 Ronde             | 20   |        |
| 11   | 2   | François Cevert      | March-Ford         | 37     | +1 Ronde              | 13   |        |
| 12   | 4   | George Eaton         | BRM                | 36     | + 2 Rondes            | 19   |        |
| 13   | 21  | Jean-Pierre Beltoise | Matra              | 35     | Geen benzine          | 2    |        |
| 14   | 11  | Ignazio Giunti       | Ferrari            | 35     | + 3 Rondes            | 11   |        |
| NC   | 16  | Andrea de Adamich    | McLaren-Alfa Romeo | 29     | Niet geklasseerd      | 15   |        |
| NF   | 12  | Jo Siffert           | March-Ford         | 23     | Ongeluk               | 16   |        |
| NF   | 18  | Ronnie Peterson      | March-Ford         | 17     | Differentieel         | 9    |        |
| NF   | 10  | Jacky Ickx           | Ferrari            | 16     | Motor                 | 1    |        |
| NF   | 3   | Pedro Rodríguez      | BRM                | 6      | Versnellingsbak       | 10   |        |
| NF   | 5   | Jackie Oliver        | BRM                | 5      | Motor                 | 12   |        |
| NQ   | 24  | Silvio Moser         | Bellasi-Ford       |        |                       |      |        |
| NQ   | 9   | Alex Soler-Roig      | Lotus-Ford         |        |                       |      |        |
| NQ   | 25  | Pete Lovely          | Lotus-Ford         |        |                       |      |        |

## Statistieken
| Pole-position | Jacky Ickx   | Ferrari      | 2:58.22 |
| Snelste ronde | Jack Brabham | Brabham-Ford | 3:00.75 |

1906 · 1907 · 1908 · 1912 · 1913 · 1914 · 1921 · 1922 · 1923 · 1924 · 1925 · 1926 · 1927 · 1928 · 1929 · 1930 · 1931 · 1932 · 1933 · 1934 · 1935 · 1936 · 1937 · 1938 · 1939 · 1947 · 1948 · 1949 · 1950 · 1951 · 1952 · 1953 · 1954 · 1956 · 1957 · 1958 · 1959 · 1960 · 1961 · 1962 · 1963 · 1964 · 1965 · 1966 · 1967 · 1968 · 1969 · 1970 · 1971 · 1972 · 1973 · 1974 · 1975 · 1976 · 1977 · 1978 · 1979 · 1980 · 1981 · 1982 · 1983 · 1984 · 1985 · 1986 · 1987 · 1988 · 1989 · 1990 · 1991 · 1992 · 1993 · 1994 · 1995 · 1996 · 1997 · 1998 · 1999 · 2000 · 2001 · 2002 · 2003 · 2004 · 2005 · 2006 · 2007 · 2008 · 2018 · 2019 · 2021 · 2022